# Le livre d'Abramelin le Mage

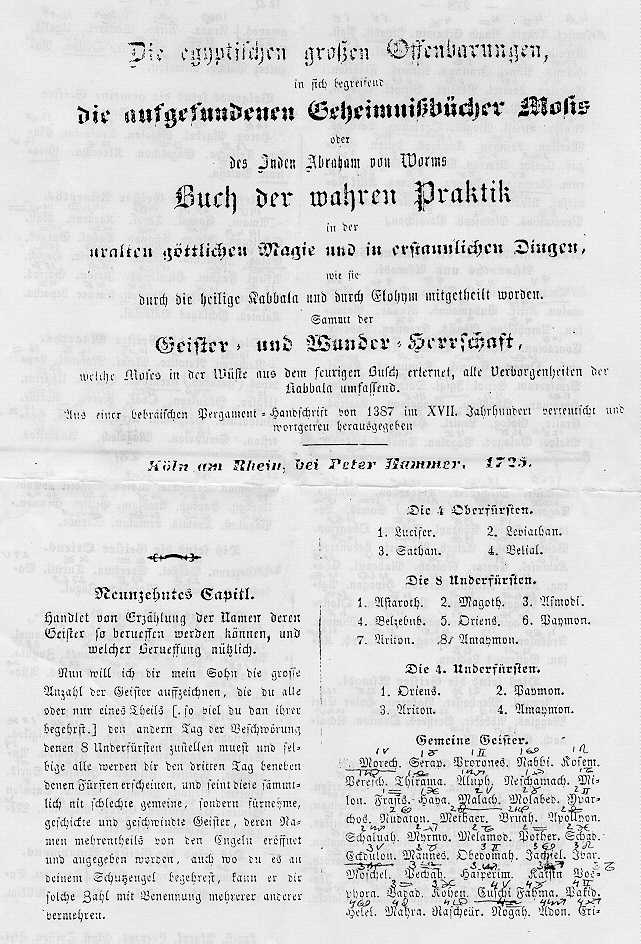
Début d'une édition tardive du livre.

Le Livre d'Abramelin le Mage est le récit par Abraham ben Siméon du parcours initiatique d'Abramelin le Mage, de sa rencontre avec son maître, et de l'Opération Magique que celui-ci lui a confié, permettant d'atteindre à la connaissance et à la conversation de son Saint Ange Gardien.
Une copie du livre était conservée a la bibliothèque de l'Arsenal.

## La magie d'Abramelin
Abramelin, dit le Mage ou le Magicien, était le maître égyptien, vraisemblablement Caïnite, du Juif Abraham ben Siméon de Wurtzbourg (Bavière, Allemagne), lequel serait né en 1362 et mort en 1460, à 98 ans.
Abraham ben Siméon affirmait que, grâce à la magie remise à lui par son Ange au terme de cette Opération, il avait pu aider l'Électeur de Saxe Frédéric au combat, mais aussi le comte de Warwick lors de son évasion, ainsi que l'antipape Jean XXIII (1410-1415) lors du concile de Constance.
Cette magie repose essentiellement sur le pouvoir des nombres et des noms sacrés. Elle implique une ascèse rigoureuse et une grande pureté spirituelle.

## La magie sacrée d'Abramelin le Mage
La magie sacrée d'Abramelin le Mage (ou le Magicien) est un manuscrit français composé de trois tomes qui se trouvent à la bibliothèque de l'Arsenal, à Paris. Cet ouvrage, que certains considèrent comme un faux forgé au XIXe siècle (1883), passe pour être la traduction d'un grimoire rédigé en hébreu et datant de 1438, dans lequel Abraham ben Siméon aurait consigné tout le savoir magique reçu de son maître Abramelin.
Ces textes ont reparu en 1899, ayant fait l'objet d'une nouvelle traduction par le magicien britannique McGregor Mathers. Aleister Crowley, disciple du précédent, s'inspirera par la suite de l'ouvrage de son ancien maître pour composer certains de ses rituels.
Le texte à la Bibliothèque de l'Arsenal à Paris, sur lequel McGregor Mathers a basé sa traduction en anglais, n'est pas complet. Il ne comporte que trois livres au lieu des quatre en langue allemande. En outre, il y a eu des erreurs de transcription et des lacunes. Le texte du premier livre se caractérise par un manque de ponctuation et d'arrangement du texte en paragraphes.